# Шульга (приток Ловати)
Шульга — река в России, протекает по Холмскому району Новгородской области. У истока Шульга соединена канавами и протоками с Бутровкой и притоками Близнеи. Течёт сначала на юго-восток, затем на восток. Устье реки находится у посёлка Первомайский Наволокского сельского поселения в 187 км по правому берегу реки Ловать. Длина реки составляет 26 км. Около урочища Иваньково 1-е по правому берегу реки впадает приток Мочилов. В 8 км от устья, по левому берегу реки впадает река Бутровка. В 6 км от устья, по левому берегу реки впадает река Становка. В 4 км от устья, по левому берегу реки впадает река Масловка.

## Данные водного реестра
По данным государственного водного реестра России относится к Балтийскому бассейновому округу, водохозяйственный участок реки — Ловать и Пола, речной подбассейн реки — Волхов. Относится к речному бассейну реки Нева (включая бассейны рек Онежского и Ладожского озера).
Код объекта в государственном водном реестре — 01040200312102000023667.